# پرنکو
پرنکو (انگلیسی: Perenco) شرکت نفت و گاز بریتانیایی است، که در زمینه اکتشاف و تولید نفت خام، گاز طبیعی و میعانات گازی، همچنین انتقال و پالایش نفت فعالیت می‌نماید.
شرکت پرنکو در سال ۱۹۷۵ توسط هوبرت پرودو تأسیس شد. ظرفیت تولید نفت خام این شرکت معادل ۴۵۰ هزار بشکه در روز می‌باشد. دفتر مرکزی این شرکت در شهر لندن قرار دارد و اکثریت سهام آن در اختیار خانواده پرودو می‌باشد.